# Eesti Filharmoonia Kammerkoor
El Eesti Filharmoonia Kammerkoor (Cor de Cambra Filharmònic Estonià) és un cor professional d'Estònia. Va ser fundat el 1981 per Tõnu Kaljuste, que el va dirigir fins al 2001, any en què Paul Hillier assumí la direcció titular.
El repertori de l'Eesti Filharmoonia Kammerkoor s'estén des del cant gregorià fins a obres modernes, especialment de compositors estonians com Arvo Pärt i Veljo Tormis. El grup ha estat proposat al Premi Grammy en diverses ocasions, premi que se li va concedir el 2007, en l'apartat Best Choral Performance (Millor Interpretació Coral) per l'enregistrament de l'obra d'Arvo Pärt, Da pacem.

## Discografia
- A New Joy (2006)
- Arvo Pärt: Da pacem (2006) - Premi Grammy al Best Choral Performance (2007)
- Baltic Voices 3 (2005)
- Lepo Sumera: Mushroom Cantata (2005)
- Rakhmàninov: All-Night Vigil (2005)
- Baltic Voices 2 (2004)
- The Powers of Heaven (2003)
- Antonio Vivaldi: Gloria, Settings from the Mass and Vespers (2003)
- Baltic Voices 1 (2002)
- Antonio Vivaldi: Salmi a due cori (2002)
- Wolfgang Amadeus Mozart: Litaniae (2000)
- Wolfgang Amadeus Mozart: Vesperae et Litania (2000)
- Veljo Tormis: Laulu palju (2000)
- Paul Giger: Ignis (2000)
- Veljo Tormis: Litany to Thunder (1999)
- Karl August Hermann, Raimo Kangro, Leelo Tungal: Eesti lauleldused (Estonian Singspiels) (1999)
- Arvo Pärt: Kanon Pokajanen (1998)
- Arvo Pärt: Beatus (1997)
- Veljo Tormis: Casting a Spell (1996)
- Arvo Pärt: Litany (1996)
- Erkki-Sven Tüür: Crystallisatio (1996)
- Kaunimad laulud (Les cançons més boniques) (1994)
- Arvo Pärt: Te Deum (1993)
- Veljo Tormis: Forgotten Peoples (1992)